# Scoria
Scoria er en meget porøs, mørkfarvet vulkansk sten, der nogle gange indeholder krystaller (fenokryster). Den er typisk mørk i farven (generelt mørkebrun, sort eller lilla-rød) og basalt eller andesitisk i sammensætning. Scoria er relativt lav i tæthed som følge af sin porøsitet, men i modsætning til pimpsten har al scoria en specifik tyngdekraft større end 1 og synker i vand. Hullerne eller vesiklerne dannes, når gasser, der blev opløst i magmaen, kommer ud af opløsningen, når den bryder ud, og skaber bobler i den smeltede sten, hvoraf nogle er frosset på plads, når klippen afkøles og størkner. Scoria kan dannes som en del af en lavastrøm, typisk nær overfladen, eller som fragmentarisk ejecta (lapilli, blokke og bomber), for eksempel i strombolske udbrud  (type af vulkanudbrud) der danner scoria-kegler med stejle sider. Kemisk analyse af scoria fundet i Yemen viste, at det hovedsageligt var sammensat af vulkansk glas med et par zeolitter (f.eks. Clinoptilolit). De fleste scoria består af glasagtige fragmenter og kan indeholde phenocrysts . Ordet scoria kommer fra det græske σκωρία, skōria, rust.

## Dannelse
Da stigende magma støder på lavere tryk, er opløste gasser i stand til at opløses og danne vesikler. Nogle af vesiklerne er fanget, når magma fryser og størkner. Vesikler er normalt små, kugleformede og påvirker ikke hinanden.
Vulkankegler af scoria kan efterlades efter udbrud, normalt danner bjerge med et krater på toppen. Et eksempel er Maungarei i Auckland, New Zealand, der ligesom Te Tatua-a-Riukiuta i den sydlige del af den samme by er blevet grundigt brudt. Quincan, en unik form for Scoria, er stenbrudt på Mount Quincan i Far North Queensland, Australien.

## Brug
Scoria har flere nyttige egenskaber, der påvirker, hvordan det bruges. Den er noget porøs, har et højt overfladeareal og styrke i forhold til sin vægt og har ofte slående farver. Derfor bruges det ofte i landskabs- og dræningsarbejder. Det er også almindeligt brugt i gasgrill.
Scoria kan bruges til højtemperaturisolering. Det bruges også på olieboringssteder for at begrænse mudderproblemer som følge af tung lastbiltrafik.
Stenbruddet i Puna Pau på Rapa Nui / Påskeøen var kilden til en rødfarvet scoria, som Rapanui-folket brugte til at udskære pukao (eller topknotter) til deres karakteristiske moai-statuer og endda til selv at skære nogle moai.

## Billeder
- Rå scoria har nogle gange en blå glans på overfladen.
- Scoria af forskellige nuancer findes på Mount Tarawera, New Zealand fra dets udbrud i 1886.
- Holocæn scoria-producerende vulkan nær Veyo, Utah
- Mikrofotografi af et vulkansk litisk fragment (sandkorn) afledt af scoria; Øverste billede er planpolariseret lys, nederste billede er krydspolariseret lys, skalaboksen i venstre-centeret er 0,25 millimeter.
- Røde Scoria-klipper ved Akyia-kaigan-kysten på Oki-øerne, Japan. Det var i udbrud for 2,8 millioner år siden.
- Kampesten med Scoria nær Point Mugu, Californien .
- Fyrretræer vokser på skråningen af Cinder Cone i Lassen Volcanic National Park .